# Europaspiele 2015/Turnen
Bei den Europaspielen 2015 in Baku, Aserbaidschan wurden vom 14. bis 20. Juni 2015 insgesamt vierzehn Wettbewerbe im Kunstturnen ausgetragen (acht für Männer, sechs für Frauen). Veranstaltungsort war die National Gymnastics Arena.

## Medaillengewinner

### Männer

#### Einzelmehrkampf
| Platz | Sportler        | Land          | Punkte |
| ----- | --------------- | ------------- | ------ |
| 1     | Oleh Wernjajew  | Ukraine       | 90,332 |
| 2     | Oleh Stepko     | Aserbaidschan | 89,065 |
| 3     | Nikita Ignatjew | Russland      | 87,365 |

Datum: 18. Juni 2015

Teilnehmer:

5.  Fabian Hambüchen

9.  Taha Serhani

#### Mannschaftsmehrkampf
| Platz | Land          | Sportler                                         | Punkte  |
| ----- | ------------- | ------------------------------------------------ | ------- |
| 1     | Russland      | Dawid Beljawski Nikita Ignatjew Mykola Kuksenkow | 178,963 |
| 2     | Ukraine       | Ihor Radiwilow Oleh Wernjajew Mykyta Jermak      | 177,429 |
| 3     | Aserbaidschan | Petro Pachnjuk Eldar Səfərov Oleh Stepko         | 174,195 |

Datum: 15. Juni 2015

Teilnehmer:

05.  Deutschland

12.  Schweiz

16.  Österreich

#### Bodenturnen
| Platz | Sportler                 | Land        | Punkte |
| ----- | ------------------------ | ----------- | ------ |
| 1     | Rayderley Zapata Santana | Spanien     | 15,333 |
| 2     | Fabian Hambüchen         | Deutschland | 15,100 |
| 3     | Dawid Beljawski          | Russland    | 15,000 |

Datum: 20. Juni 2015

#### Pauschenpferd
| Platz | Sportler        | Land                   | Punkte |
| ----- | --------------- | ---------------------- | ------ |
| 1     | Sašo Bertoncelj | Slowenien              | 14,966 |
| 2     | Oleh Stepko     | Aserbaidschan          | 14,600 |
| 3     | Brinn Bevan     | Vereinigtes Königreich | 14,200 |

Datum: 20. Juni 2015

#### Ringe
| Platz | Sportler               | Land         | Punkte |
| ----- | ---------------------- | ------------ | ------ |
| 1     | Eleftherios Petrounias | Griechenland | 15,633 |
| 2     | Nikita Ignatjew        | Russland     | 15,333 |
| 3     | İbrahim Çolak          | Türkei       | 15,133 |

Datum: 20. Juni 2015

#### Sprung
| Platz | Sportler        | Land          | Punkte |
| ----- | --------------- | ------------- | ------ |
| 1     | Oleh Wernjajew  | Ukraine       | 15,266 |
| 2     | Casimir Schmidt | Niederlande   | 15,116 |
| 3     | Oleh Stepko     | Aserbaidschan | 14,966 |

Datum: 20. Juni 2015

#### Barren
| Platz | Sportler        | Land          | Punkte |
| ----- | --------------- | ------------- | ------ |
| 1     | Oleh Stepko     | Aserbaidschan | 15,733 |
| 2     | Dawid Beljawski | Russland      | 15,700 |
| 3     | Marius Berbecar | Rumänien      | 15,600 |

Datum: 20. Juni 2015

#### Reck
| Platz | Sportler         | Land         | Punkte |
| ----- | ---------------- | ------------ | ------ |
| 1     | Fabian Hambüchen | Deutschland  | 15,533 |
| 2     | Vlasis Maras     | Griechenland | 15,366 |
| 3     | Nikita Ignatjew  | Russland     | 15,166 |

Datum: 20. Juni 2015

### Frauen

#### Einzelmehrkampf
| Platz | Sportler           | Land        | Punkte |
| ----- | ------------------ | ----------- | ------ |
| 1     | Alija Mustafina    | Russland    | 58,566 |
| 2     | Giulia Steingruber | Schweiz     | 56,699 |
| 3     | Lieke Wevers       | Niederlande | 55,065 |

Datum: 18. Juni 2015

Teilnehmerin:

4.  Sophie Scheder

#### Mannschaftsmehrkampf
| Platz | Land        | Sportler                                         | Punkte  |
| ----- | ----------- | ------------------------------------------------ | ------- |
| 1     | Russland    | Wiktorija Komowa Alija Mustafina Seda Tutchaljan | 116,897 |
| 2     | Deutschland | Leah Grießer Sophie Scheder Elisabeth Seitz      | 110,397 |
| 3     | Niederlande | Lisa Top Céline van Gerner Lieke Wevers          | 110,099 |

Datum: 15. Juni 2015

Teilnehmerinnen:

06.  Schweiz

21.  Österreich

#### Bodenturnen
| Platz | Sportler           | Land        | Punkte |
| ----- | ------------------ | ----------- | ------ |
| 1     | Giulia Steingruber | Schweiz     | 14,266 |
| 2     | Alija Mustafina    | Russland    | 14,200 |
| 3     | Lieke Wevers       | Niederlande | 13,800 |

Datum: 20. Juni 2015

#### Stufenbarren
| Platz | Sportler        | Land        | Punkte |
| ----- | --------------- | ----------- | ------ |
| 1     | Alija Mustafina | Russland    | 15,400 |
| 2     | Sophie Scheder  | Deutschland | 15,200 |
| 3     | Andreea Iridon  | Rumänien    | 12,800 |

Datum: 20. Juni 2015

#### Sprung
| Platz | Sportler           | Land        | Punkte |
| ----- | ------------------ | ----------- | ------ |
| 1     | Giulia Steingruber | Schweiz     | 14,999 |
| 2     | Seda Tutchaljan    | Russland    | 14,683 |
| 3     | Lisa Top           | Niederlande | 14,016 |

Datum: 20. Juni 2015

#### Schwebebalken
| Platz | Sportler           | Land        | Punkte |
| ----- | ------------------ | ----------- | ------ |
| 1     | Lieke Wevers       | Niederlande | 14,200 |
| 2     | Andreea Iridon     | Rumänien    | 14,000 |
| 3     | Giulia Steingruber | Schweiz     | 13,700 |

Datum: 20. Juni 2015

Teilnehmerin:

4.  Sophie Scheder

## Medaillenspiegel
| Medaillenspiegel | Medaillenspiegel       | Medaillenspiegel | Medaillenspiegel | Medaillenspiegel | Medaillenspiegel |
| Platz            | Land                   | G                | S                | B                | Gesamt           |
| ---------------- | ---------------------- | ---------------- | ---------------- | ---------------- | ---------------- |
| 01.              | Russland               | 4                | 4                | 3                | 11               |
| 02.              | Schweiz                | 2                | 1                | 1                | 4                |
| 03.              | Ukraine                | 2                | 1                | 0                | 3                |
| 04.              | Deutschland            | 1                | 3                | 0                | 4                |
| 05.              | Aserbaidschan          | 1                | 2                | 2                | 5                |
| 06.              | Niederlande            | 1                | 1                | 4                | 6                |
| 07.              | Griechenland           | 1                | 1                | 0                | 2                |
| 08.              | Slowenien              | 1                | 0                | 0                | 1                |
| 08.              | Spanien                | 1                | 0                | 0                | 1                |
| 10.              | Rumänien               | 0                | 1                | 2                | 3                |
| 11.              | Vereinigtes Königreich | 0                | 0                | 1                | 1                |
| 11.              | Türkei                 | 0                | 0                | 1                | 1                |
| Total            | Total                  | 14               | 14               | 14               | 42               |